# 卡弗利爾縣 (北達科他州)
卡弗利爾县（英語：Cavalier County）是位於美國北達科他州東北部的一個縣，北鄰加拿大馬尼托巴。面積3,911平方公里。根據美國2000年人口普查，共有人口4,831人。縣治蘭登 （Langdon）。
成立於1873年1月4日，縣政府成立於1884年7月8日。縣名紀念相傳是最早在今日北達科他州一帶殖民的白人查爾斯·T·卡弗利爾。